# El aguador de Sevilla
El aguador de Sevilla es una de las más destacadas obras de juventud de Diego Velázquez, pintada en los últimos años de su estancia en Sevilla y conservada actualmente en el Wellington Museum, instalado en el palacio londinense de Apsley House, tras haber sido regalada por Fernando VII al general Arthur Wellesley en reconocimiento a su ayuda en la Guerra de la Independencia.

## Historia
La pintura pertenece al género del bodegón con figuras que Velázquez practicó durante sus años de formación en Sevilla para adquirir por ese medio el completo dominio de la imitación del natural, según defendía su suegro Francisco Pacheco en El arte de la pintura. De las pinturas tempranas de Velázquez, es la que cuenta con mayor número de testimonios documentales y literarios, habiendo sido extensamente descrita, aunque de memoria y con errores, por Antonio Palomino, que la ponía como ejemplo de las pinturas de género a las que se había entregado el pintor en sus primeros años: 

Inclinóse [Velázquez] a pintar con singularísimo capricho, y notable genio, animales, aves, pescaderías, y bodegones con la perfecta imitación del natural, con bellos países, y figuras; diferencias de comida, y bebida; frutas, y alhajas pobres, y humildes, con tanta valentía, dibujo, y colorido, que parecían naturales, alzándose con esta parte, sin dejar lugar a otro, con que granjeó gran fama, y digna estimación en sus obras, de las cuales no se nos debe pasar en silencio la pintura, que llaman del Aguador; el cual es un viejo muy mal vestido, y con un sayo vil, y roto, que se le descubría el pecho, y vientre con las costras, y callos duros, y fuertes: y junto a sí tiene un muchacho a quien da de beber. Y ésta ha sido tan celebrada, que se ha conservado hasta estos tiempos en el Palacio del Buen Retiro.

Su datación oscila, según los especialistas, entre 1618 y 1622, pero en todo caso se presume sea posterior a la Vieja friendo huevos, otra de las obras destacadas de este periodo pero de técnica más inexperta, e incluso, según insinúa Jonathan Brown, podría haber sido pintada ya en Madrid en 1623.
El cuadro perteneció por regalo o venta a Juan de Fonseca, clérigo y maestrescuela sevillano llamado a la corte por el Conde-Duque de Olivares donde desempeñaba el cargo de sumiller de cortina al servicio de Felipe IV. Fonseca, por orden de Olivares, fue quien llamó a Velázquez a Madrid, siendo su primer protector en la corte. El retrato que Velázquez le pintó a poco de llegar a Madrid fue, según Pacheco, lo primero de su mano que vio el rey, abriéndole las puertas de palacio. El 28 de enero de 1627 el propio Velázquez se encargó de su tasación en el inventario de los bienes dejados por Fonseca a su muerte, dando una sencilla descripción de la pintura, valorada en 400 reales: «un quadro de un aguador de mano de Diego Velázquez». Como «un aguador» fue adquirido en la almoneda de los bienes de Fonseca por Gaspar de Bracamonte, camarero del infante don Carlos, habiéndoselo adjudicado por 330 reales a cuenta de deudas; perteneció luego al cardenal-infante don Fernando antes de pasar al Palacio del Buen Retiro, donde en el inventario de 1700 se aventuró por primera vez el nombre de «el corzo de Sevilla» para denominar al aguador: «496 Ottra de Vara de alto y ttres quartas de ancho Con Un rettrato de Un Aguador de Velázquez llamado el dicho Aguador el corzo de Sevilla». Más tarde se incorporó al Palacio Real Nuevo donde lo vio Antonio Ponz y fue grabado al aguafuerte por Goya. También Blas Ametller lo grabó en 1793 a buril y aguafuerte bajo la dirección de Manuel Salvador Carmona y por dibujo de León Bueno por encargo de la Compañía para grabar los cuadros de los Reales Palacios. Según explicaba la leyenda al pie:

Este quadro del Aguador de Sevilla, pintado por Don Diego Velázquez según su primer / estilo, da a conocer, como notó el Caballero Mengs, el cuidado con que se sujetó en sus principios / aquel gran Pintor a la imitación del natural. Tiene tres pies de rey y quatro pulgadas de alto, / y de ancho dos pies y seis pulgadas: está en el Real Palacio de Madrid.

En 1813 fue apresado por el duque de Wellington con el equipaje de José Bonaparte tras la batalla de Vitoria y llevado a Inglaterra. Regalado al duque por Fernando VII, permanece desde entonces en Apsley House.

## Descripción
Protagonistas del cuadro son un anciano aguador vestido con un capote pardo, bajo el que asoma una camisa blanca y limpia, y el muchacho que de él recibe una copa de cristal fino llena de agua. El muchacho, vestido de negro y con amplio cuello blanco, inclina la cabeza, en un escorzo semejante al del joven recadero de La vieja friendo huevos, para recoger la copa con gesto grave, sin cruzarse las miradas. Entre ellos, casi confundido en las sombras del fondo de color tierra oscuro, otro hombre de mediana edad bebe en lo que parece una jarrilla de loza. El brazo izquierdo del anciano se proyecta en escorzo hacia fuera del cuadro, apoyando la mano en un cántaro grande de cerámica en el que se dibujan las marcas del torno, cortado en su parte inferior y sin apoyo dentro del lienzo. En su superficie rezuma el líquido y brillan algunas gotas de agua. Ante él, sobre una mesa o banco, aparece otra alcarraza de arcilla de menor tamaño, cubierta por una taza de loza blanca.
Velázquez insiste en el dibujo, la luz dirigida creadora del fuerte modelado y los aspectos táctiles de los objetos con mayor meticulosidad que en otras obras tempranas, pero además recalca esa tangibilidad con la rotura del marco, privando al cántaro en primer término de asiento, pues éste queda más allá del espacio comprendido en la tela y situado en el espacio del espectador, hacia el que se proyecta la mano del anciano. El aguador es, pese a su aparente naturalidad, el resultado final de un meticuloso estudio del dibujo y de las posibilidades de la pintura para recrear el natural por procedimientos exclusivamente pictóricos. Velázquez pone el mismo interés en representar los diversos tipos humanos —por la contraposición de edades— y la expresión de sus emociones, como en analizar las calidades táctiles de los objetos, respondiendo a un interés científico por los efectos de la visión en los que la luz controlada desempeña un papel fundamental por la forma diversa de verse reflejada en los diferentes objetos. 
La afirmación de Pacheco de que Velázquez en sus años de formación dibujaba con frecuencia a un aldeanillo en diferentes posturas y representando emociones diferentes, «sin perdonar dificultad alguna», puede aplicarse a los bodegones de estos primeros años, en los que el pintor parece querer dar respuesta a las dificultades con las que se ha ido enfrentado, mostrando el grado de dominio y perfección técnica alcanzado en cada momento. Velázquez responde con soluciones exclusivamente pictóricas —la mancha de agua que escurre por la superficie de la cerámica— como los escorzos o la representación del volumen mediante la luz —el «rilievo»—, e independientes de su significado, a problemas ópticos y psicológicos que habían sido puestos de actualidad por la teoría italiana del arte, unido todo ello al deseo de emular las obras de los artistas clásicos que, según Plinio, habían alcanzado un gran dominio de la representación del natural sirviéndose de sujetos bajos.

## Tema e interpretaciones

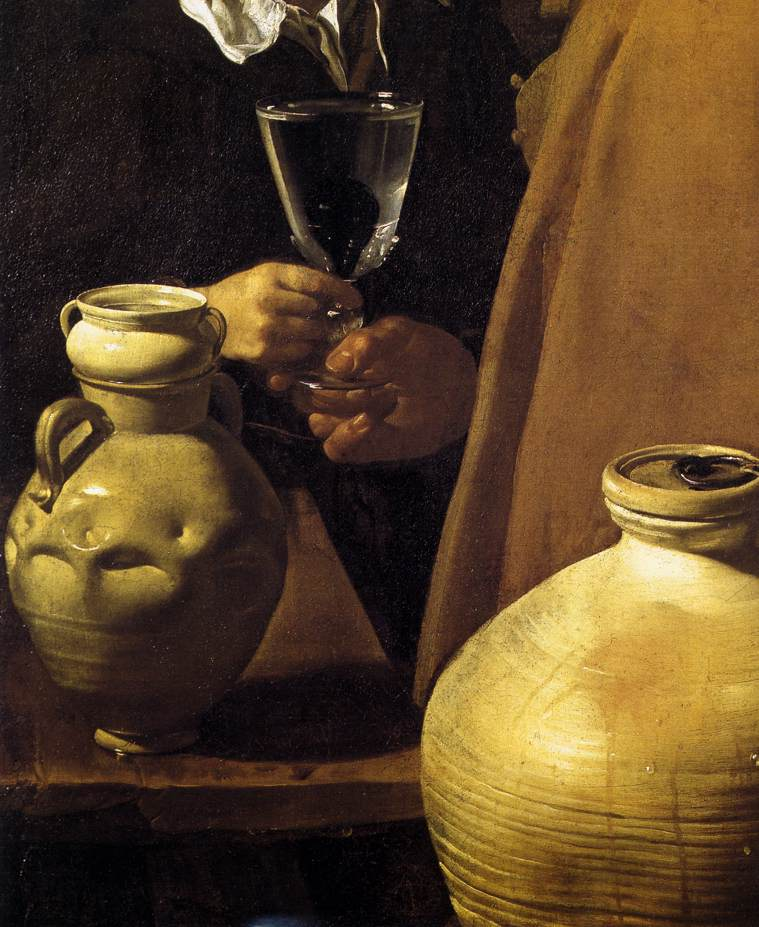
El aguador de Sevilla, detalle. La jarra cubierta por una taza a modo de tapa es una alcarraza (o "talla trianera") de loza blanca de Triana; detrás y en el centro una copa de cristal, y en primer plano parte de un cántaro "sogelado" (con las estrías de los dedos del alfarero).

Atendiendo a lo dicho por el propio Velázquez en el inventario de los bienes de Juan de Fonseca, el  cuadro tendría como tema, sencillamente, el retrato de «un aguador», oficio común en Sevilla. Estebanillo González en su Vida y hechos, que pretende ser novela autobiográfica, cuenta que llegando a Sevilla, por no ser perseguido como vagabundo, adoptó este oficio dejándose aconsejar por un anciano aguador «que me pareció letrado, porque tenía la barba de cola de pato». Estebanillo elegirá este trabajo, que siendo Sevilla una ciudad calurosa y muy poblada dejaba a sus oficiales un digno beneficio, porque siendo oficio «necesario en la república» no requería examen ni caudal para establecerse, bastándole para practicarlo con adquirir «un cántaro y dos cristalinos vidrios». Pagaba dos maravedíes por cada cántaro que llenaba en un pozo de agua fría de un portugués y la vendía luego como agua de la Alameda, poniendo sobre el tapador un ramito para acreditar tal origen, obteniendo con su venta dos reales más lo que le dejaba la venta de falsos jabones de Bolonia y mondadientes de Moscovia, a lo que dedicaba las mañanas por no ser esas horas buenas para la venta de agua.
La posibilidad de que el sujeto representado sea el retrato de un aguador concreto, el supuesto Corzo o Corso de Sevilla al que alude el inventario de 1700, quien sería un personaje popular en la ciudad del Guadalquivir y en el que estaría pensando Palomino, más que en el propio cuadro, cuando pasando del presente al imperfecto decía que con el sayo abierto se le descubría el pecho con costras y callos, ha sido defendida por José López-Rey. La crítica, en términos generales, no toma en consideración tal posibilidad, atendiendo a la tardía aparición del nombre del Corzo en los inventarios, y al contrario, observando en los gestos y actitudes de los personajes una composición de «naturaleza casi sacramental», ha preferido buscar mensajes ocultos, de interpretación insegura.
En este sentido, Leo Steinberg primero y Julián Gállego han explicado El aguador como una representación de las tres edades en «una suerte de ceremonia iniciática», en la que el anciano, la Vejez, tiende la copa del conocimiento al muchacho más joven y de noble aspecto. El propio Gállego apuntaba en 1990 que ese rito de iniciación pudiera hacer referencia también al amor, encontrando un símbolo sexual en el higo dibujado en el interior de la copa en la que bebe el adolescente, destinado a perfumar el agua según los comentaristas. Como una representación de las tres edades, en la que a cada una correspondería una actividad, ha interpretado el cuadro también Fernando Marías: el anciano, abstraído, medita; el hombre actúa y el joven con la mirada pregunta. Pero, además, esas tres figuras enlazarían conceptualmente y de forma enigmática con los tres objetos que rivalizan con ellas en protagonismo —el cántaro, la jarra vidriada y la copa de cristal—, respondiendo a la luz conforme a su materia, opaca, reflectante y transparente.
Últimamente Manuela Mena ha propuesto identificar el asunto como una representación del filósofo ateniense Diógenes el Cínico en su función de pedagogo, interpretando así la ceremonia iniciática con relación a un asunto histórico concreto, la educación de los hijos de Xeníades, lo que convendría a una pintura destinada a un maestrescuela neoestoico como lo sería Juan de Fonseca, quien en el inventario de sus bienes contaba también con un retrato de Justo Lipsio. Sin embargo, la copa de fino cristal que el aguador en el lienzo velazqueño entrega al joven, parece en contradicción con una de las más célebres anécdotas referidas al filósofo cínico, ilustrada entre otros por Nicolas Poussin (Diógenes tirando su escudilla, Museo del Louvre), según la cual, viendo el filósofo a un muchacho beber con las manos, arrojó su humilde vasija diciendo «un muchacho me gana en simplicidad y economía».
El nombre del primer propietario, aunque no hay modo de saber si el cuadro fue encargo suyo o se pintó para él, ha hecho pensar que el cuadro pudiera ocultar un juego de palabras. Según ello, tanto si se considera a Fonseca como primer protector de Velázquez o como maestrescuela, la transmisión del conocimiento mediante la entrega del agua indicaría que la «fuente» no está «seca». Para Fernando Marías, el juego de palabras «lúdico y conceptuoso», se extendería también al segundo apellido, Figueroa, aludido en el higo —ficus— contenido dentro del agua de la fuente.

## Réplicas y copias antiguas

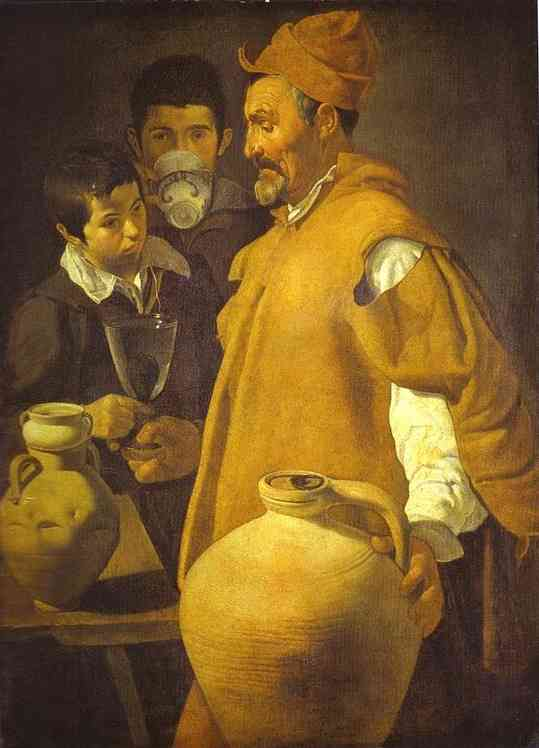
El aguador de Sevilla, copia, Florencia, Galería Uffizi.

Del Aguador se conocen dos réplicas o copias antiguas, la más destacada de ellas en la antigua colección Contini-Bonacossi de Florencia (Galería Uffizi), que José Gudiol pensó podría tratarse de la primera versión, distinta a ella no solo en su ejecución, notablemente más seca —incapaz de reproducir la exudación del barro—, sino en detalles como el bonete que cubre la cabeza del aguador, además de por hacer más nítido el dibujo del hombre de mediana edad y del vaso de loza vidriada en el que bebe, surgiendo de la penumbra en que los dejó Velázquez, alteraciones que en opinión de Gudiol serían impropias de un copista y abonarían una ejecución anterior. Las radiografías que se han hecho del original velazqueño muestran, sin embargo, arrepentimientos en la posición y dibujo de las manos del aguador que no se advierten en la versión de Florencia, que es en esta parte copia del último estado.